# 断口
断口（英語：fracture）是指矿物受力且不依特定方向断开后其边缘的形状及纹理。不同的矿物常有其独特的断口，因此对于矿物的辨别与分类十分重要。断口与解理的不同之处在于，后者是将矿物整洁地从其晶体结构中的解理面分开，而前者更像普通的断裂。

## 类别

### 贝壳状

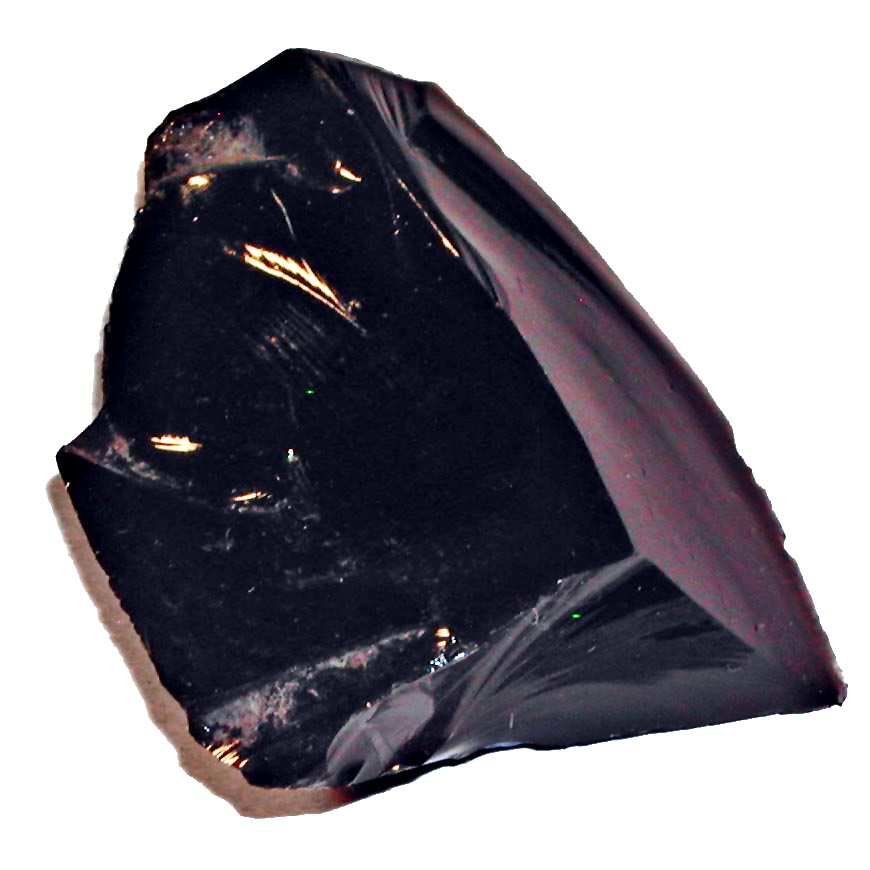
黑曜石的断口是贝壳状的

贝壳状断口（英語：conchoidal）是指断面光滑、上有似涟漪般同心条纹的弧形断口，因为像贻贝壳而得名。这在非晶体或细粒矿物中非常常见，如燧石、蛋白石或黑曜石，但部分结晶矿石也拥有此类断口，如石英。亚贝壳状断口（英語：sub-conchoidal）与贝壳状断口接近，但弧度不如后者。

### 土状

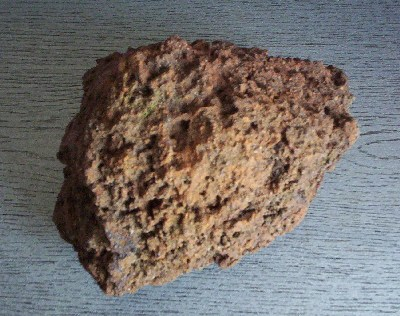
褐铁矿的断口是土状的

土状断口（英語：earthy）是指断面粗糙、纹路似细粉的断口。常出现在硬度低、结构松散的矿物中，如褐铁矿、高岭石和矾土石。

### 锯齿状

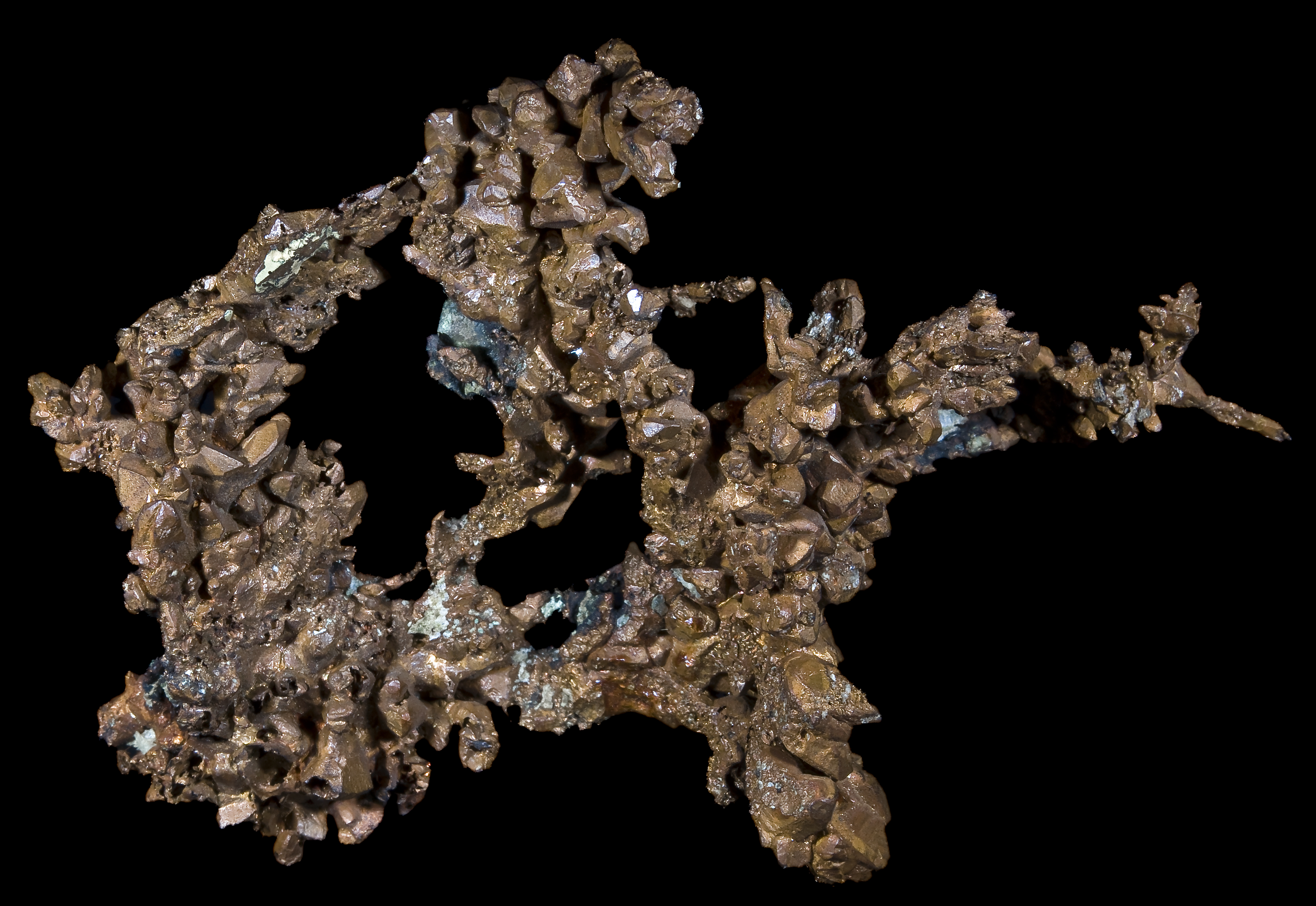
自然铜的断口是锯齿状的

锯齿状断口（英語：hackly）是指尖锐锯齿状的断口。常出现在延展性强的自然金属中，如铜和银。

### 梯状

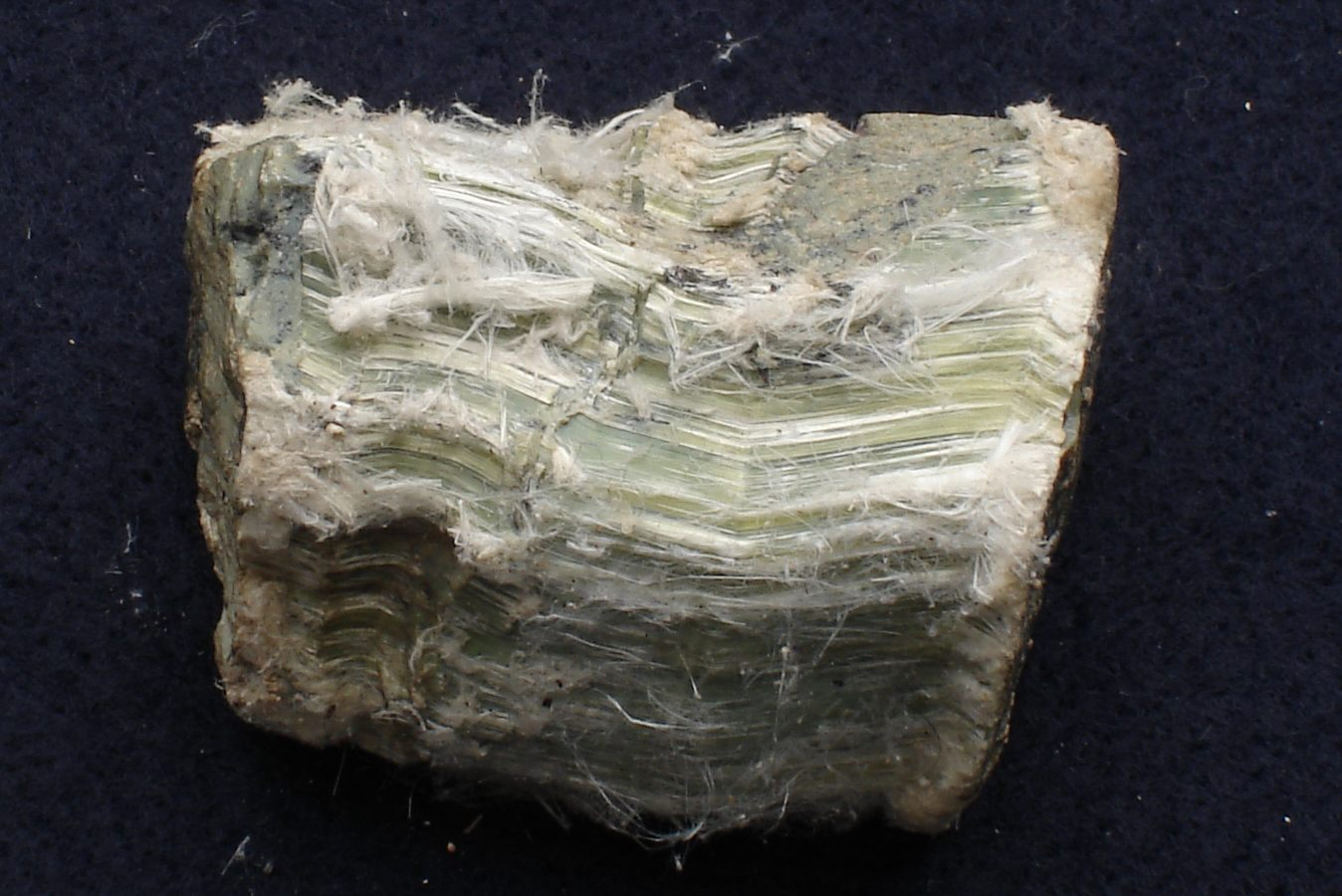
温石棉的断口是梯状的

梯状断口（英語：splintery）是指形如细片状的断口。常出现在纤维状矿物中，如温石棉；也可能出现在非纤维状矿物中，如蓝晶石。

### 参差状

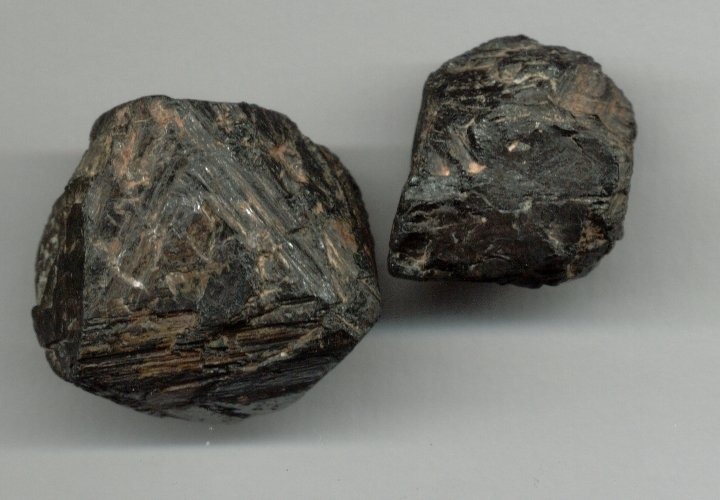
磁铁矿的断口是参差状的

参差状断口（英語：uneven），就像它名字所指示，是指参差不齐且粗糙的断口。很多矿物都有此种断口，包括硬石膏和磷灰石等。